# Stenoschema brevipenne
Stenoschema brevipenne är en insektsart som beskrevs av Brunner von Wattenwyl 1895. Stenoschema brevipenne ingår i släktet Stenoschema och familjen vårtbitare. Inga underarter finns listade i Catalogue of Life.